# Joachim Kroll
Joachim Georg Kroll (17. dubna 1933 Hindenburg – 1. července 1991 Rheinbach) byl německý sériový vrah, pedofil a kanibal známý jako Duisburský lidožrout.

## Dětství a mládí
Narodil se do rodiny horníka jako šesté z devíti dětí. Kroll od dětství jevil známky duševní i fyzické zaostalosti. Školu ve východoněmeckém Hindenburgu skoro nenavštěvoval. V jejích lavicích strávil jen tři roky, z toho jeden ročník opakoval, tak nebylo divu, že se nikdy nenaučil číst. V roce 1946 se jako třináctiletý přestěhoval s rodinou z Horního Slezska do průmyslové oblasti Porýní-Vestfálska v západním Německu. Později po svém dopadení vyprávěl o jedné příhodě z mládí, kdy byl na jatkách svědkem bourání prasat, což ho sexuálně vzrušilo. Tehdy si prý neuvědomoval, že to není normální a většinu lidí něco podobného nevzrušuje. Právě tuto zkušenost označil za příčinu svého zvráceného chování.

## Vrah
Svou první vraždu spáchal roku 1955 ve svých dvaadvaceti letech. Znetvořené tělo devatenáctileté Irmgard Strehlové bylo nalezeno u vesnice Walstedde. Podle pitevního nálezu jí nejdříve uškrtil, poté mrtvou znásilnil a nakonec jí vyřízl břišní dutinu. Tento modus operandi zabití, zneuctění a zohavení byl pro Krollovy zločiny typický. Sexuální motiv hrál roli u všech jeho vražd. Všechny jeho oběti byly ženy, na věku mu nezáleželo. Nejstarší bylo 61 a nejmladší 4 roky. Mezi nimi byl i jeden muž, Hermann Schmitz. Zavraždil ho vlastně jen proto, že si jako svou budoucí oběť vyhlédl jeho snoubenku Marion Veenovou a on mu stál v cestě. Té se tehdy podařilo uniknout. Celých 21 let bez problémů unikal spravedlnosti, aniž by se o to nějak významně snažil. Tato skutečnost spočívala v tom, že za mnoho jeho zločinů byli souzeni a obviněni jiní. Tak i přesto, že Kroll vraždil na poměrně malém území několika desítek kilometrů čtverečních a všechny vraždy nesly stejný rukopis, nikdy neupadl ani v nejmenší podezření.

## Kanibal
Kroll nejedl ostatky všech svých obětí. Vybíral si jen ty, které měly podle jeho slov „mladé a jemné maso“. Kanibalismus u něj totiž nebyl otázkou sexuálního ukájení, jak je tomu u mnohých podobných zločinců. Jeho důvody ke konzumaci lidského masa byly čistě praktické: maso bylo drahé, tak si ho obstarával sám.

## Dopadení
3. července 1976 se v malém městečku Laar ztratila z dětského hřiště čtyřletá blonďatá Marion Ketterová. Policie byla v pohotovosti a po holčičce pátrala už několik hodin. Najednou z jednoho domu ve Friesenské ulici vyběhl hysterický Oscar Müller a začal nejbližšímu policistovi koktavě vyprávět, čeho byl právě svědkem.
Cestou na společný záchod potkal jednoho z nájemníků, který mu sdělil, že záchod je zřejmě ucpaný. Müller se zeptal čím a malý plešatějící mužík, kterému nikdo v okolí neřekl jinak, než strýček Joachim, mu nevzrušeně odpověděl, že vnitřnostmi a zamířil do svého bytu, kde si vařil večeři. Müller to vzal jako špatný žert, ale když na záchod vešel, uvědomil si, že soused měl asi pravdu. Při následné prohlídce byly v míse nalezeny vnitřnosti (játra, srdce, plíce a ledviny) a odřezky masa.
V bytě Joachima Krolla pak našli další pečlivě zabalené a zmražené části těla ztracené dívenky. A v hrnci na sporáku se spolu s mrkví a bramborami vařila malá dětská ruka. Kroll nijak nezapíral a postupem času se doznal ke 14 vraždám. Za mnoho z nich byli odsouzeni jiní muži.

## Oběti
- 8. února 1955 – Irmgard Strehlová, 19, znásilněna a ubodána k smrti. Její tělo bylo nalezeno ve stodole v Lüdinghausenu.
- 1956 – Erika Schuletterová, 12, znásilněná a uškrcená v Kirchhellenu.
- 16. června 1959 – Klára Frieda Tesmerová, 24, zavražděna v lukách kolem Rýna, v blízkosti Rheinhausenu. Za její vraždu byl zatčen mechanik Heinrich Ott. Oběsil se ve vězení.
- 26. července 1959 – Manuela Knodtová, 16, znásilněna a uškrcena v městském parku v Essenu. Z jejích stehen a hýždí byly vyřezány kusy masa.
- 1962 – Barbara Bruderová, 12, unesena v Burscheidu. Její tělo nebylo nikdy nalezeno.
- 23. dubna 1962 – Petra Gieseová, 13, znásilněna a uškrcena v Dinslaken–Bruckhausenu. Za tento čin byl zatčen a odsouzen Vinzenz Kuehn. Po psychiatrické léčbě byl po šesti letech propuštěn.
- 4. června 1962 – Monika Tafelová, 12, zabita ve Walsumu. Ze zadečku měla vyřezané kusy masa. Za čin byl souzen Walter Quicker. Soud ho viny zprostil, ale sousedé dohnali Quickera k sebevraždě.
- 22. srpna 1965 – Hermann Schmitz a jeho přítelkyně Marion Veenová byli napadeni, když souložili v autě poblíž Großenbaumu. Muž byl zabit, ženě se podařilo uniknout.
- 13. září 1966 – Ursula Rohlingová, 20, uškrcena v Marlu. Z vraždy byl podezřelý její snoubenec Adolf Schickel. Stejně jako Quicker i on si pod tlakem okolí sáhl po několika měsících na život.
- 22. prosince 1966 – Ilona Harkeová, ve věku 5 let byla znásilněna a utopena v příkopu u Wuppertalu. I jí chyběly části těla, které si Kroll odnesl s sebou.
- 12. července 1969 – Maria Hettgenová, 61, uškrcena a znásilněna v Hückeswagenu.
- 21. května 1970 – Jutta Rahnová, 13, Kroll jí uškrtil, když šla domů z vlakového nádraží v Grossenbaumu. Ze zločinu byl podezřelý Peter Schay. Nejdříve byl zatčen a posléze propuštěn, ale pro své sousedy byl vrahem ještě šest let, než se Kroll k činu sám přiznal.
- 1976 – Karin Töpferová, 10, uškrcena a znásilněna u Voerde.
- 3. července 1976 – Marion Ketterová, 4, poslední Krollova oběť, jejíž ruku si vařil, když ho policie zatkla.

## Trest
Kroll si sice stěžoval, že si na všechny vraždy nevzpomíná, ale těchto čtrnáct nakonec přiznal. Ve své hlouposti a naivitě, kterou zřejmě nijak nehrál (podle psychiatrů dosahovalo jeho IQ 76 bodů), měl pocit, že se zase tak moc nestalo. Předpokládal, že bude muset jako formu trestu a prevence podstoupit nějaký chirurgický zákrok a pak ho zase pustí domů. Byl odsouzen na doživotí, protože v Západním Německu, na rozdíl od toho Východního, trest smrti neexistoval.
V padesáti osmi letech zemřel v rheinbašské věznici na infarkt.